# Distrito electoral de Pleasant View (condado de Hitchcock, Nebraska)
Pleasant View (en inglés: Pleasant View Precinct) es un distrito electoral ubicado en el condado de Hitchcock en el estado estadounidense de Nebraska. En el Censo de 2010 tenía una población de 30 habitantes y una densidad poblacional de 0,32 personas por km².

## Geografía
Pleasant View se encuentra ubicado en las coordenadas 40°7′12″N 101°8′44″O / 40.12000, -101.14556. Según la Oficina del Censo de los Estados Unidos, Pleasant View tiene una superficie total de 93.18 km², de la cual 79.84 km² corresponden a tierra firme y (14.32%) 13.34 km² es agua.

## Demografía
Según el censo de 2010, había 30 personas residiendo en Pleasant View. La densidad de población era de 0,32 hab./km². De los 30 habitantes, Pleasant View estaba compuesto por el 96.67% blancos, el 0% eran afroamericanos, el 0% eran amerindios, el 0% eran asiáticos, el 0% eran isleños del Pacífico, el 0% eran de otras razas y el 3.33% pertenecían a dos o más razas. Del total de la población el 0% eran hispanos o latinos de cualquier raza.